# An Alien Enemy
An Alien Enemy è un film muto del 1918 diretto da Wallace Worsley. È il primo film che Louise Glaum gira per la Paralta ed è il debutto di Worsley nella regia.

## Produzione
Il film fu prodotto dalla Paralta Plays Inc. con i titoli di lavorazione Intelligence e The Iron Beast.

## Distribuzione
Distribuito dalla W.W. Hodkinson, il film uscì nelle sale cinematografiche USA il 1º aprile 1918.